# Nicky Mondellini
Nicky Mondellini (Milão, 6 de julho de 1966) é uma atriz natural da Itália. Mudou-se para Cidade do México por uma transferência do pai, lá fez diversos trabalhos na televisão.

## Filmografia

### Televisão
- Salud Vital (2012)
- Contra viento y marea (2005) como Constanza Sandoval de Balmaceda.
- Corazones al límite (2004) como Lulú Gómez de Arellano.
- ¡Vivan los Niños! (2002) como Sofía.
- Ramona (2000) como Beatriz de Echagüe.
- Una luz en el camino (1998) como Victoria.
- Esmeralda (1997) como Dra. Rosario Muñoz.
- Retrato de Familia (1995) como Patricia Cortés.
- Marimar (1994) como Gema.
- María Mercedes (1992) como Miriam Casagrande de Ordóñez.
- La pícara soñadora (1991) como Gina Valdez.
- La Telaraña (1986)

### Cinema
- Interrupción en el continuo espacio tiempo (2006)
- Nic Habana (1997)
- Puerto Escondido (1992)
- Videocosmos (1983)